# Socomim
Socomim é um bairro da área urbana do município de Telêmaco Borba, no Estado do Paraná. É um bairro relevante para o município, sendo altamente urbanizado, possuindo um alto índice de comércio, além de outras infraestruturas. De acordo com o Instituto Brasileiro de Geografia e Estatística (IBGE), sua população no ano de 2010 era de, pelo menos, 3 280 pessoas.
Com a necessidade de implantar um núcleo habitacional nas margens esquerda do rio Tibagi, foi disponibilizado terras para um loteamento que visasse atender a demanda de trabalhadores das Indústrias Klabin. Com a iniciativa do engenheiro Horácio Klabin, firmou-se então um loteamento de 300 alqueires administrados pela Companhia Territorial Vale do Tibagi. Com o passar dos anos, novas moradias e novos loteamentos e vilas foram surgindo nas redondezas da Cidade Nova. Assim surgiu as casas da Socomim, ao redor de uma empresa madeireira.

## História
Considerado um dos bairros de maior importância para o município. Sua habitação deu início através das instalações de uma extinta indústria madeireira, fundada dentre outros por um imigrante francês Albert Benaron. Tornou-se então um importante ponto de passagem ligando os demais bairros que foram posteriormente sendo ocupados até o centro da cidade. A denominação do bairro deve-se a Sociedade Comercial de Madeiras Industrializadas (ou Sociedade Comercial e Industrial Madeireira, ou ainda, Sociedade Comercial e Industrial Socomin Ltda.) que abreviação era Socomim. Hoje onde são algumas ruas totalmente urbanizadas, antigamente eram grandes depósitos de serragens.
Na década de 80, já era evidente o desenvolvimento comercial, principalmente em torno do "Alto Socomim", região popularmente assim denominada onde está localizada a avenida Marechal Floriano Peixoto, principal avenida que corta o bairro.

## Infraestrutura

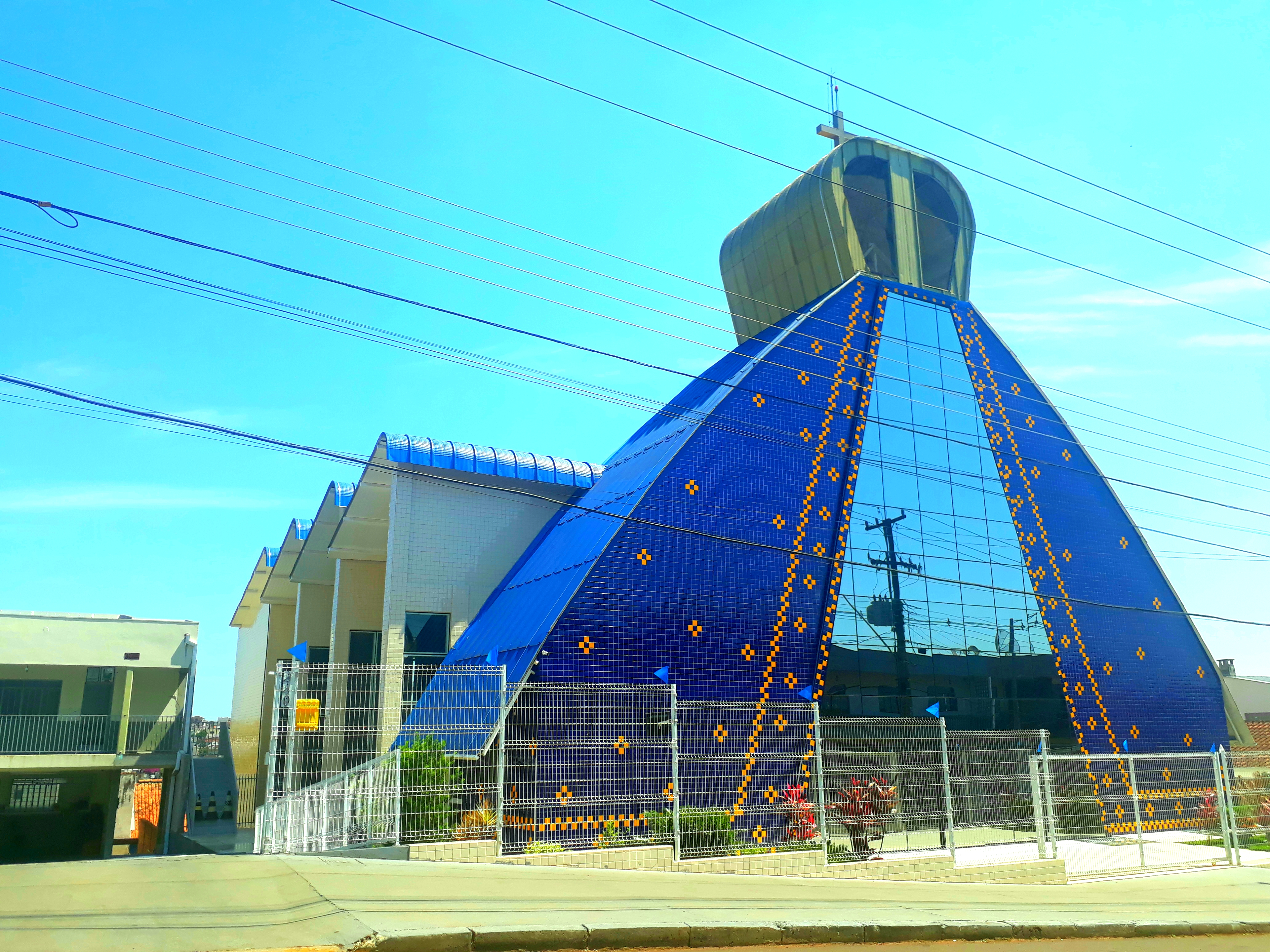
Igreja da Comunidade católica Nossa Senhora Aparecida, no bairro Socomim.

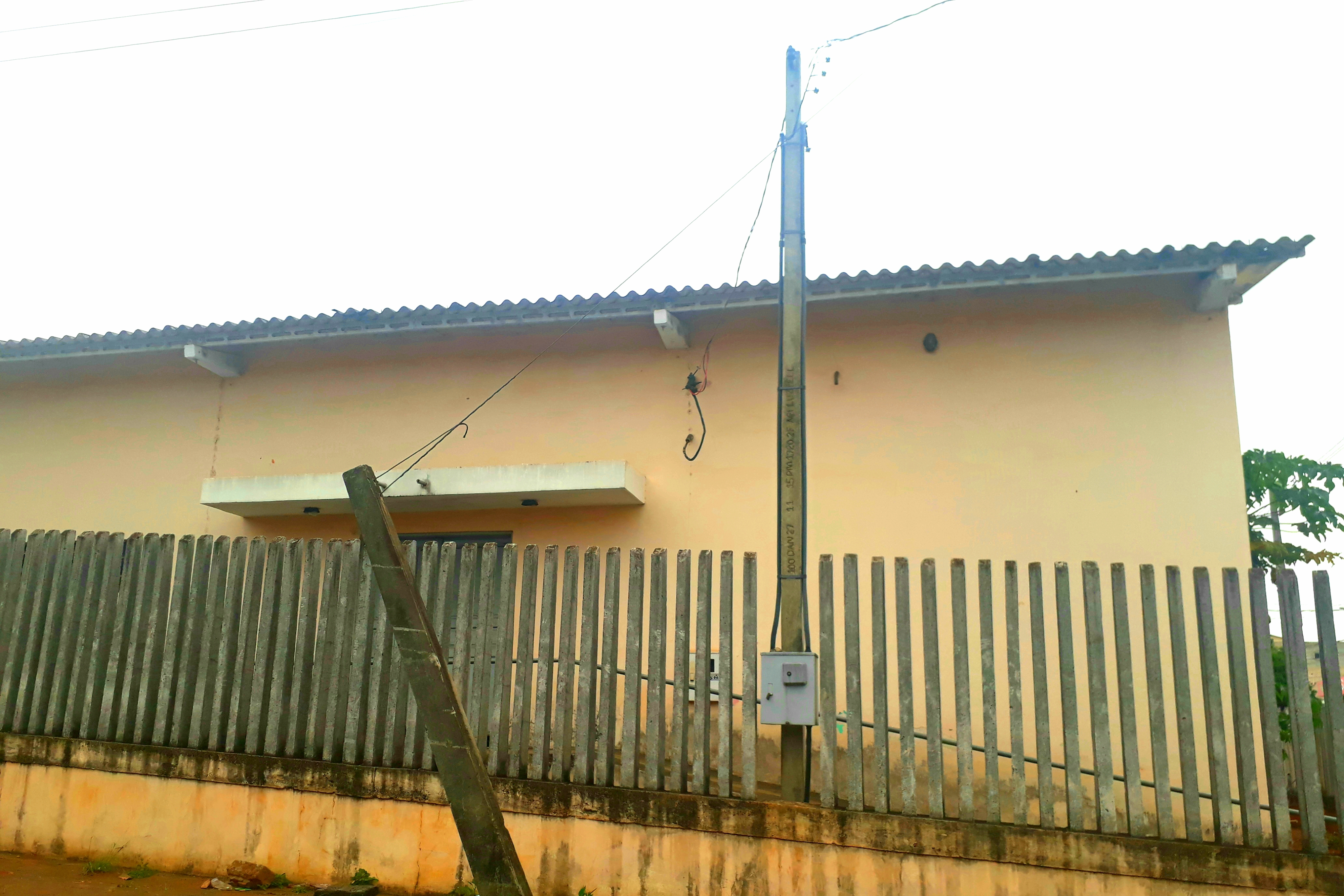
Centro comunitário do bairro Socomim.

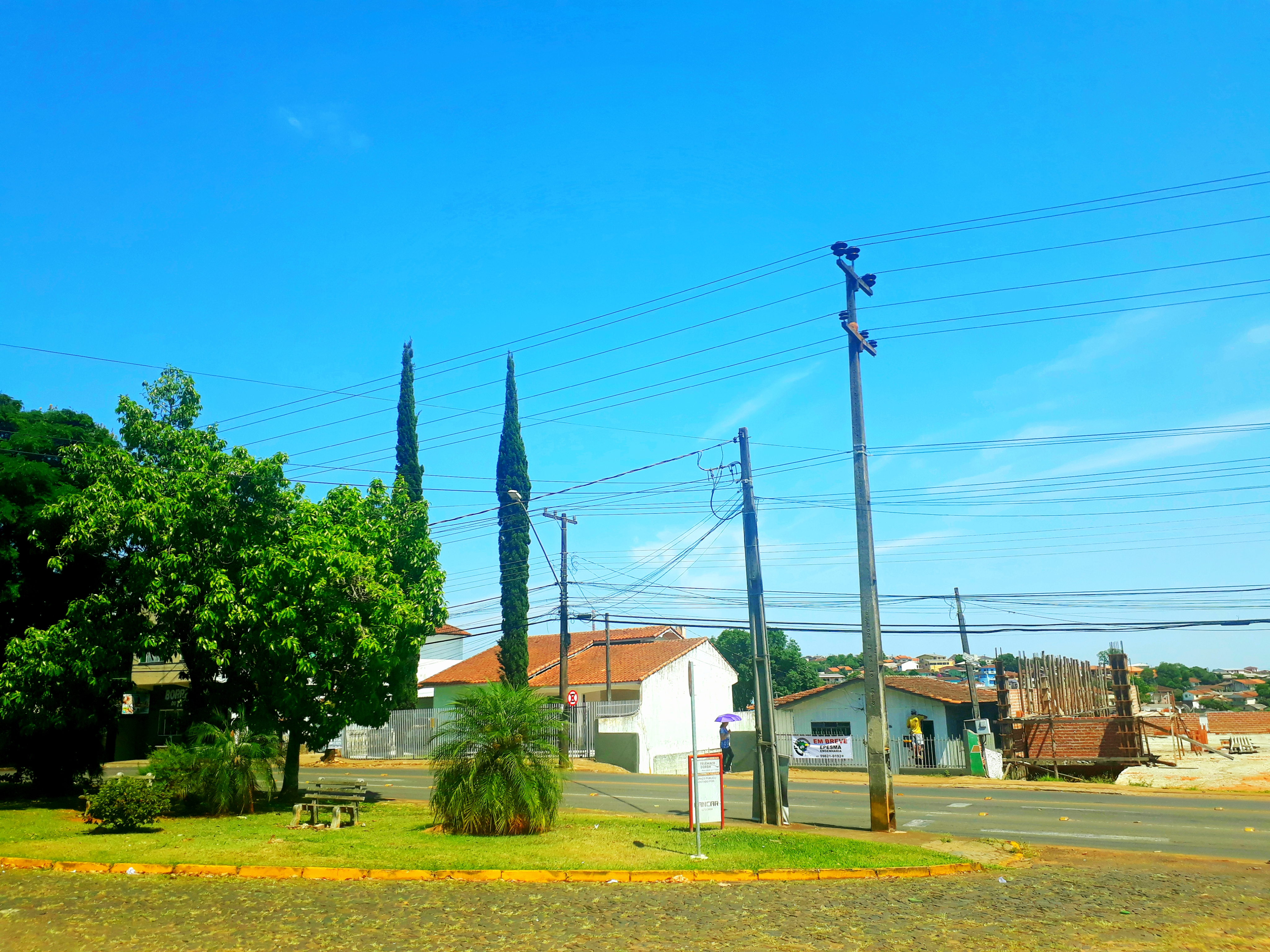
Trecho da avenida Marechal Floriano Peixoto.

Na religião destaca-se a Igreja Católica com a presença da Igreja Nossa Senhora Aparecida. Tem ainda diversas outras igrejas predominantemente evangélicas, como por exemplo, a Igreja Evangélica Assembleia de Deus, Igreja O Brasil Para Cristo, Igreja Apostólica da Hora Milagrosa e a Igreja Pentecostal Deus é Amor.
Depois da transferência de alguns órgãos públicos para as adjacências na década de 2000, a região obteve um maior impulso de desenvolvimento e modernização. Recebeu a implantação do Pronto Atendimento Municipal (PAM), Clínica da Mulher, Secretária Municipal de Saúde e do Núcleo Regional de Educação de Telêmaco Borba (NRE-TB), este que permaneceu locado no bairro apenas por algum tempo.
Em 2013 o bairro ganhou as instalações da 18ª Subdivisão Policial de Telêmaco Borba e também uma agência do Sistema de Cooperativas de Crédito do Brasil (Sicoob) localizada na avenida Marechal Floriano Peixoto. Na mesma avenida, em 2014, foi aberta a primeira casa lotérica do bairro.
O bairro ainda conta com comércio, lojas de diversos segmentos, supermercados, feira de frutas e verduras, panificadoras, lanchonetes, rede de farmácias, floriculturas, pet shops, agropecuárias, salões de beleza e estética, barbearias, escritórios de advocacias, clínicas de saúde, posto de saúde municipal, centro comunitário, hotéis, postos de combustíveis, concessionárias de veículos, oficinas mecânicas e outros serviços, entre outros estabelecimentos. Na lazer também é contemplado com a praça Harmonia e com uma academia ao ar livre.

### Educação
O bairro conta com escolas municipais como a Escola Municipal Marechal Arthur da Costa e Silva e a Escola Municipal Samuel Klabin (hoje nas adjacências da Vila Siqueira), também o Colégio Estadual Drº Marcelino Nogueira - Ensino Fundamental e Médio.

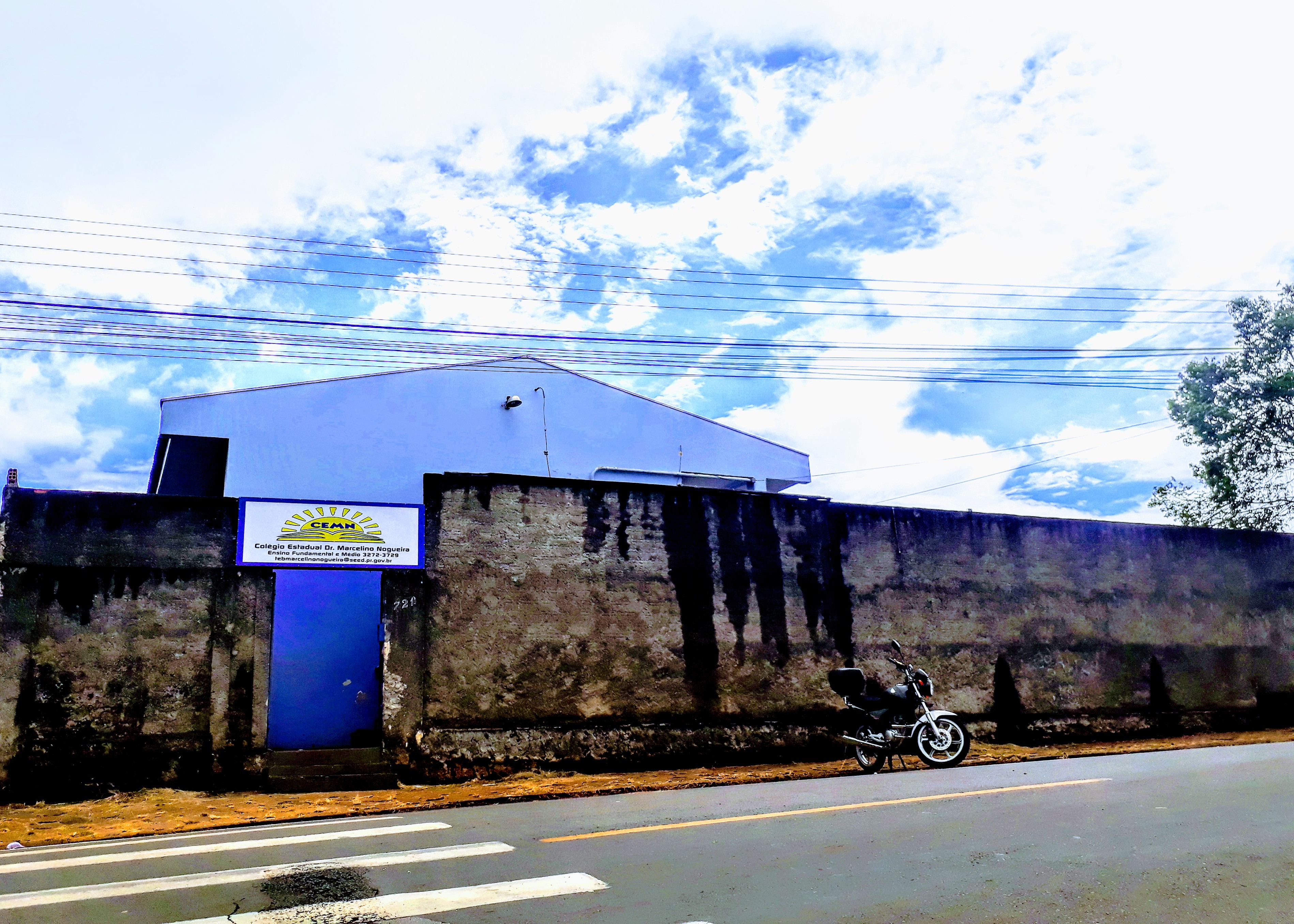
Colégio Estadual Dr. Marcelino Nogueira.

O Colégio Estadual Drº Marcelino Nogueira está localizado na Alameda Washington Luiz, já na divisa com o Bairro Alto das Oliveiras. A instituição educacional é mantida pelo Governo do Estado do Paraná e administrada pela Secretaria de Estado da Educação. A Escola Estadual “Dr. Marcelino Nogueira” - Ensino Fundamental, foi criada durante o Governo Estadual de Ney Braga e autorizada a funcionar, conforme Decreto nº 14.442/64 de 16/03/64, recebendo o nome de Grupo Escolar “Dr. Marcelino Nogueira” e ofertando o Ensino de 1ª a 4ª Séries. A partir de 1992 foi autorizado a implantação gradativa de 5ª / 8ª Séries do Ensino de 1º Grau Regular, conforme Resolução nº 185/92 de 21/01/92 e pela Resolução nº 1.138/96 de 20/03/96 oficializou-se o Reconhecimento do mesmo. Após várias discussões sobre a necessidade de se implantar o Ensino Médio, ficou então acertado no ano de 2004 que a partir do ano letivo de 2005 seria implantado de forma gradativa a etapa final da Educação Básica, compreendendo a oferta do Ensino Médio. O estabelecimento deixou de ofertar as séries iniciais do Ensino Fundamental após a municipalização. O Colégio recebeu este nome em homenagem ao paranaense Dr. Marcelino José Nogueira Júnior, advogado, exímio orador, escritor e autor de 33 livros jurídicos. Iniciou sua carreira profissional no Estado do Paraná, aos 24 anos de idade, e pelo seu grande conhecimento jurídico, deixou enriquecido o acervo moral de sua terra, acrescendo luzes ao sólio da justiça, sendo admirado por seus colegas do Supremo Tribunal e considerado padrão entre os profissionais do Sul do Brasil.

## Trânsito

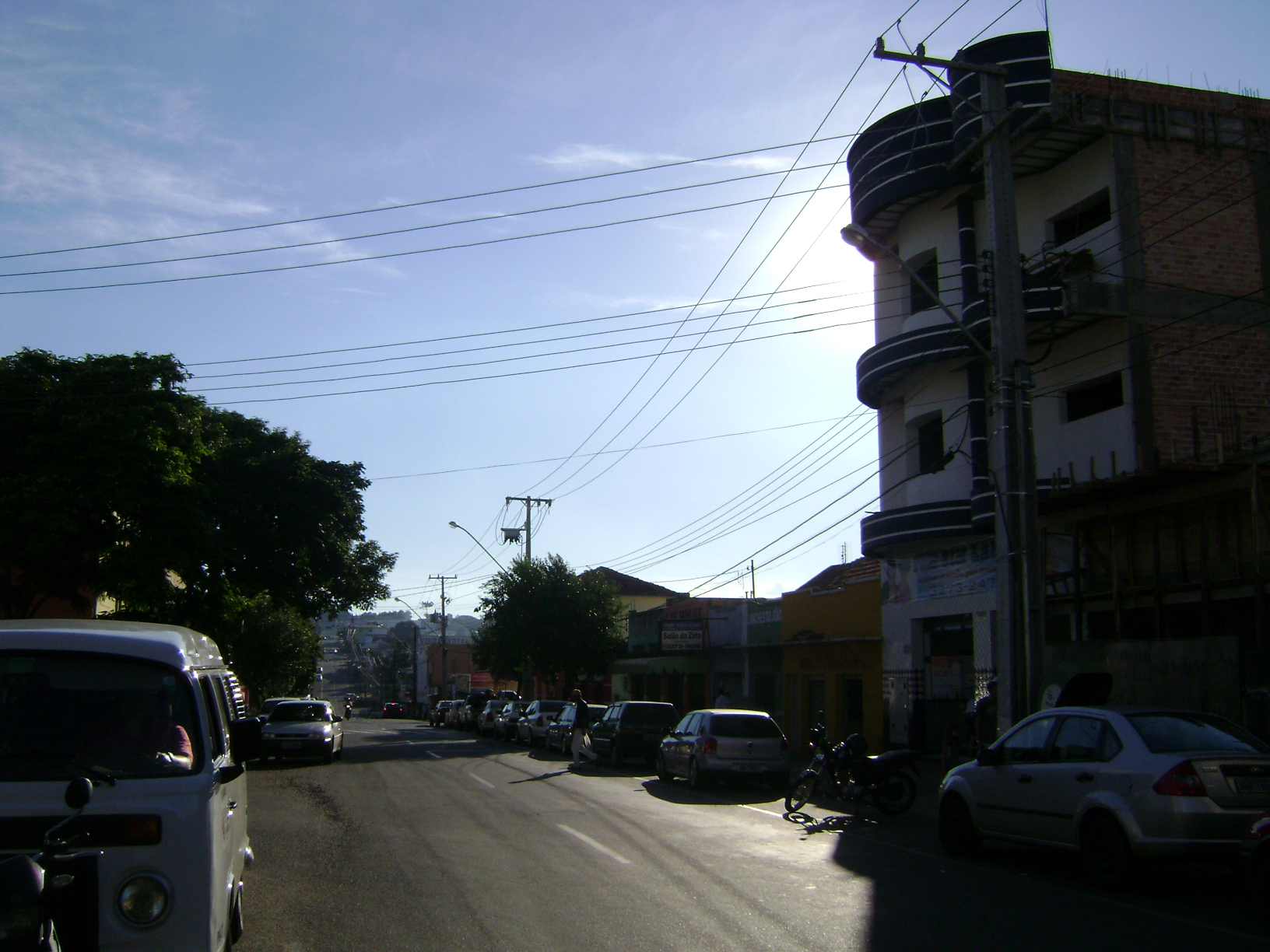
Avenida Marechal Floriano Peixoto, no bairro Socomim.

O trânsito ficou mais crítico devido as principais interligações com os demais bairros, facilidade de acesso a Rodovia do Papel (PR-160) e também depois do início das atividades da Faculdade de Telêmaco Borba (FATEB), entre o Jardim União, Bairro Monte Alegre e Jardim Monte Carlo, nos anos 2000.
Entre as avenidas Marechal Floriano Peixoto e Marechal Deodoro da Fonseca, foi implantado o primeiro semáforo do bairro, reivindicações antigas do moradores devido ao grande fluxo de veículos. O trânsito vem sofrendo constante modificações. Foi instalado também no bairro um semáforo para pedestres.
Em relação ao sistema viário, podem ser consideradas como as principais ruas do bairro a avenida Marechal Floriano Peixoto, a rua Argentina, a rua Chile, a rua Olímpio Vieira de Campos, a rua João Siqueira Filho.